# Charaxes maudei
Charaxes maudei är en fjärilsart som beskrevs av James John Joicey och Talbot 1918. Charaxes maudei ingår i släktet Charaxes och familjen praktfjärilar. Inga underarter finns listade i Catalogue of Life.